# Top Secret Drum Corps
Top Secret Drum Corps（トップ・シークレット・ドラム・コープス）は、スイスを中心に活動する音楽隊の名称。
Top Secret Drum Corps自体が公式の日本語転写を定めていないが、取り扱いのある日本のレコード会社であるナクソスが定める、『トップ・シークレット・ドラム・コープス』とする。一般的にDrum Corpsはドラムコーとされるため、『トップ・シークレット・ドラム・コー』と呼ばれることが多い。

## 概要
スイスのバーゼル＝シュタット準州、バーゼル出身者25名で構成されたドラムコーであり、ドラムラインのみによる演奏を特徴とする。パートはスネアドラム13名、バスドラム5名、カラーガード7名。年齢などに制約は無く、教師、学生、医師など多種多様な人員が集う。
行進や布陣などの基本的動作に加え、カラーガードのフラッグポールを打楽器に利用する、二手に分かれて剣劇または演奏による勝負を行う、投げ合ったスティックを受け取って演奏を行うなどの独自に編み出したパフォーマンスを駆使しつつ、それらを一糸乱れぬ連携で披露する。
エディンバラ国際フェスティバル内で行われるミリタリー・タトゥーなど、国際的なタトゥーフェスティバルに多数出演をしている。
2023年公開の映画ミッション:インポッシブル/デッドレコニング_PART_ONEに出演。

### 公式サイト
- Top Secret Drum Corps（英語）

### 参考ムービー
- Top Secret Drum Corps - YouTube
- Top Secret DrumCorps Basel Tattoo - YouTube
- Top Secret Drum Corps Edinburgh Military Tattoo 2006 - YouTube